# 西伯利亚农村居民点
西伯利亚农村居民点（俄语：Сельское поселение Сибирское）是俄罗斯联邦沃洛格达州韦尔霍瓦日耶区所属的一个农村居民点。其下辖有24个居民点，行政中心为叶利谢耶夫斯卡亚。据2015年统计，该农村居民点的人口为363人。